# سان باوديليو دي يوبريغات
بلدية سانت بوي دي يوبريغات (بالكاتالانية: Sant Boi de Llobregat) هي إحدى بلديات مقاطعة برشلونة، والتي تقع في منطقة كاتالونيا، شرق إسبانيا.
يبلغ عدد سكانها 80.727 نسمة وفقاً لإحصائية سنة (2007).

## توأمة
لسان باوديليو دي يوبريغات اتفاقيات توأمة مع:
- نيجني نوفغورود (19 مايو 2009 - )[9]

## أعلام
- رامون تريموسا
- قسطنطين ميراندا
- لورينزو بريساس وبويغ
- كيكو أمات
- سيرجيو أغوزا